# Ace of Spades (음반)
| 전문가 평가                   | 전문가 평가 |
| 평가 점수                     | 평가 점수   |
| 출처                          | 점수        |
| ----------------------------- | ----------- |
| AllMusic                      | [ 2 ]       |
| The Rolling Stone Album Guide | [ 3 ]       |
| Robert Christgau              | B           |
| Q                             | [ 5 ]       |
| Sounds                        | [ 6 ]       |
| Spin Alternative Record Guide | 8/10        |
| Spin                          | 10/10       |
| Encyclopedia of Popular Music | [ 9 ]       |

《Ace of Spades》는 1980년 11월 8일에 발매된 영국의 헤비 메탈 밴드 모터헤드의 네 번째 스튜디오 음반이다. 이 음반은 1981년 3월까지 영국 음반 차트에서 4위를 정점을 찍고 영국에서 골드의 자리에 오르는 등 이 밴드의 가장 상업적으로 성공한 음반이다. 10월 27일, 타이틀곡이 싱글로 발매된 데 이어 11월 초 영국 싱글 차트 15위로 정점을 찍었다.
이 밴드는 미국에서 데뷔했으며, 머큐리 레코드는 북미에서 분배를 담당했다. 2020년에 이 음반은 《롤링 스톤》의 "역사상 가장 위대한 음반 500장" 순위에서 408위에 올랐다.

## 발매
모터헤드는 싱글 〈Ace of Spades〉를 홍보하기 위해 지난 10월 《탑 오브 더 팝스》에 두 번 출연했으며, 11월 8일 ITV 어린이 아침 쇼 《티스워스》에 게스트로 출연했다. 이 밴드는 10월 22일부터 12월 2일까지 〈Ace Up Your Sleeve〉라는 기치 아래 걸스쿨과 바디스의 지원을 받아 영국 순회공연을 시작했다. 12월 2일, 벨파스트 쇼가 끝난 후, 하이징크는 테일러가 목을 부러뜨리고 목베이스를 착용하도록 강요하고 더 이상의 밴드 활동을 축소하는 결과를 낳았다. 이 밴드의 다른 멤버들은 《St. Valentine's Day Massacre》 EP를 위해 걸스쿨과 협력할 기회를 가졌다.

## 《클래식 앨범》 다큐멘터리
2005년 3월 28일, 음반에 관한 다큐멘터리(《클래식 앨범》 시리즈의 일부분)가 이글 비전에 의해 DVD로 발매되었다. 음반 제작에 대한 심층적인 관찰은 레미 킬미스터, 필 테일러, 에디 클라크와의 인터뷰와 공연 등이 포함되어 있다.

## 곡 목록
모든 곡들은 특별한 언급이 없는 한 레미 킬미스터, 에디 클라크 그리고 필 테일러에 의해 작사/작곡하였다.
| #  | 제목                       | 재생 시간 |
| -- | -------------------------- | --------- |
| 1. | 〈Ace of Spades〉          | 2:48      |
| 2. | 〈Love Me Like a Reptile〉 | 3:23      |
| 3. | 〈Shoot You in the Back〉  | 2:39      |
| 4. | 〈Live to Win〉            | 3:37      |
| 5. | 〈Fast and Loose〉         | 3:23      |
| 6. | 〈(We Are) The Road Crew〉 | 3:13      |

| #   | 제목                                   | 재생 시간 |
| --- | -------------------------------------- | --------- |
| 7.  | 〈Fire, Fire〉                         | 2:44      |
| 8.  | 〈Jailbait〉                           | 3:33      |
| 9.  | 〈Dance〉                              | 2:38      |
| 10. | 〈Bite the Bullet〉                    | 1:38      |
| 11. | 〈The Chase Is Better Than the Catch〉 | 4:18      |
| 12. | 〈The Hammer〉                         | 2:48      |

| #   | 제목                   | 작사·작곡                                              | 재생 시간 |
| --- | ---------------------- | ------------------------------------------------------ | --------- |
| 13. | 〈Dirty Love〉         |                                                        | 2:57      |
| 14. | 〈Please Don't Touch〉 | 조니 키드, 가이 로빈슨                                 | 2:49      |
| 15. | 〈Emergency〉          | 킴 맥컬리프, 에니드 윌리엄스, 켈리 존슨, 데니스 듀포트 | 3:00      |

## 인증
| 국가                       | 인증 | 판매량/출하량 |
| -------------------------- | ---- | ------------- |
| 영국 (BPI)                 | 골드 | 100,000^      |
| ^출하량을 기반으로 한 인증 |      |               |